# Kosovoalbaner
Kosovoalbaner kallas den etniskt albanska majoritetsbefolkningen i Kosovo och som utgör 92% av Kosovos befolkning.
Ordet kosovarer är ett svenskt lån från albanskan, som en beteckning för kosovoalbaner, medan ordet kosovaner kommer från serbiskan och är en beteckning för kosovoserber.
Kosovoalbaner tillhör inte den slaviska folkgruppen, men innehade medborgarskap i det forna Jugoslavien.
De flesta i den kosovoalbanska befolkningen är icke-praktiserande muslimer, främst sunni. Aktivt troende muslimer återfinns i huvudsak bland de äldre.
Till kosovoalbaner räknas etniska albaner med kosovariskt påbrå eller ursprung, oavsett om de bor i Kosovo eller inte. En stor kosovarisk diaspora har uppstått sedan Kosovokriget, främst i Tyskland och Schweiz. Enligt beräkningar bor omkring 500 000 kosovoalbaner i Tyskland och Schweiz (fördelningen ligger på omkring 300 000 i Tyskland och runt 200 000 i Schweiz). I Sverige beräknas det finnas omkring 60 000 kosovoalbaner [källa behövs], främst boende i Skåne. Huvuddelen av kosovoalbanerna i Skåne bor i Malmö. De kosovanska myndigheterna uppger, se den engelskspråkiga artikeln, att det bor 19 576 kosovaner i Sverige, men hur många av dem som är just kosovoalbaner, och hur många som är av annan etnicitet, t.ex. kosovoserbisk, redovisas ej. 
Enligt folkräkningen 1991 utgjorde etniska albaner majoritetsbefolkning i 23 av de 29 dåvarande kommunerna i Kosovo (i de 6 övriga var majoriteten antingen etnisk serbisk eller goranisk).

## Namnvariationer
- Kosovaner, invånarna i Kosovo, av vilka de flesta är albaner, men avser vanligen kosovoserber.
- Kosovarer, invånarna i Kosovo, men avser vanligen kosovoalbaner.